# A casa mia (Remix)
A casa mia (Remix) è un singolo del rapper italiano Livio Cori pubblicato il 31 maggio 2019, come secondo estratto dall'album in studio Montecalvario (Core senza paura). 

## Descrizione
È il remix dell'omonimo brano di Livio Cori e vede la partecipazione del rapper Samurai Jay e la produzione di Big Fish e M4W.

## Tracce
Testi di Gennaro Amatore, Livio Cori, Massimiliano Dagani, Danilo Zammartino, musiche di Massimiliano Dagani, Danilo Zammartino.
1. A casa mia (Remix) (feat. Samurai Jay) – 2:55

## Video musicale
Il video della canzone è stato pubblicato sul canale Vevo del cantante il 28 maggio 2019 per la regia di Simone Mariano e Federico Merlo. Il video si svolge a Napoli all'interno dei Quartieri Spagnoli.